# Mika Vermeulen
Mika Vermeulen (Schladming, 26 giugno 1999) è un fondista ed ex combinatista nordico austriaco.

## Biografia
Vermeulen, originario di Ramsau am Dachstein e attivo dal dicembre del 2013, ha iniziato la sua carriera agonistica nella combinata nordica: ai Mondiali juniores di Park City 2017 ha vinto la medaglia d'oro nella gara a squadre e quella d'argento nella 10 km dal trampolino normale; l'anno dopo, nella rassegna iridata giovanile di Kandersteg/Goms 2018, si è nuovamente aggiudicato la medaglia d'oro nella gara a squadre.

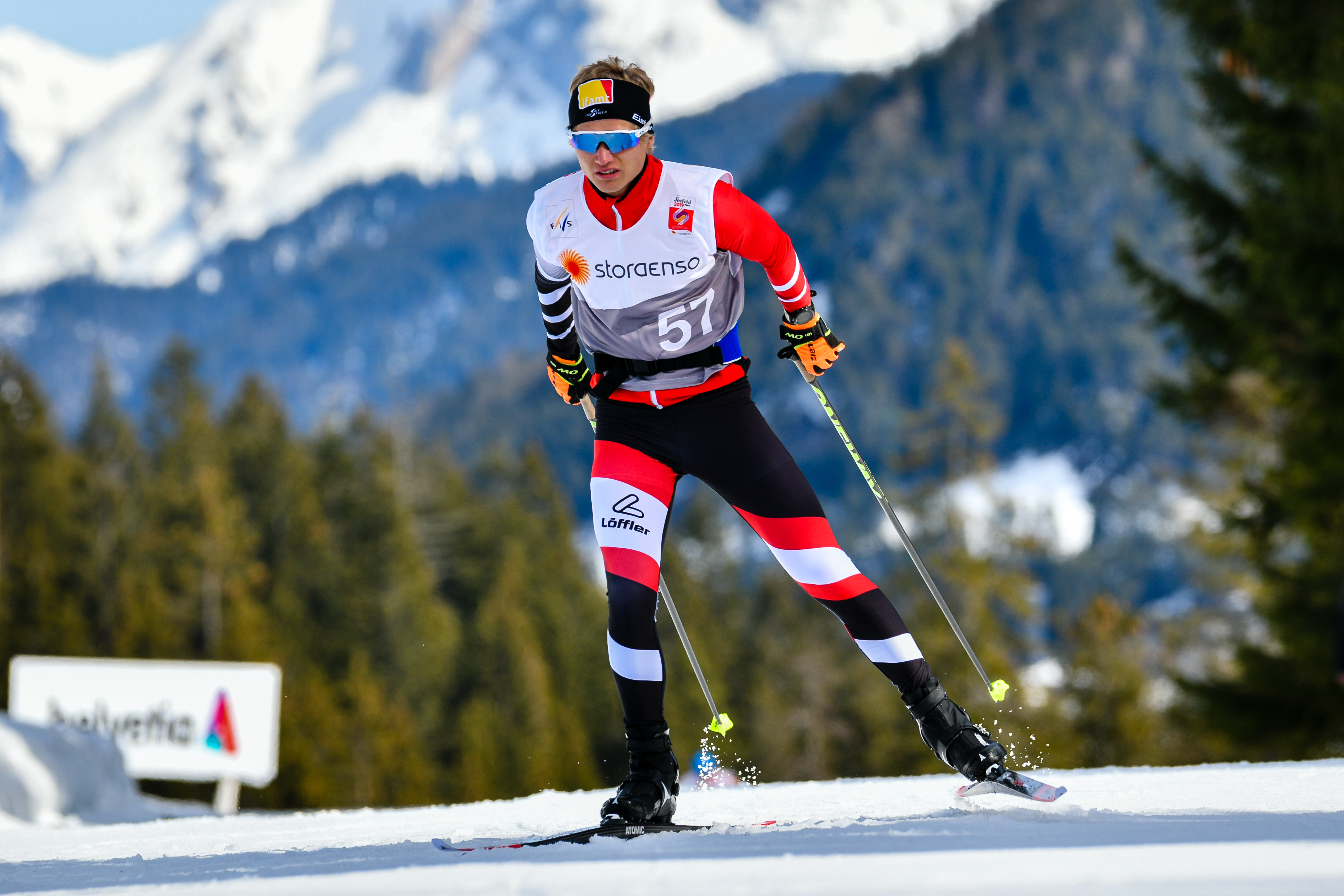
Mika Vermeulen in gara ai Mondiali di Seefeld in Tirol 2019

Non ha esordito nella Coppa del Mondo di combinata nordica e dalla stagione 2018-2019 si è dedicato allo sci di fondo; in tale specialità ha debuttato ai Campionati mondiali di sci nordico a Seefeld in Tirol 2019, dove si è classificato 56º nella 50 km, e in Coppa del Mondo il 12 dicembre 2020 nella sprint disputata a Davos (51º).
Ai Mondiali di Oberstdorf 2021 si è piazzato 42º nella 15 km, 64º nella sprint e 11º nella sprint a squadre; l'anno dopo ai XXIV Giochi olimpici invernali di Pechino 2022, suo esordio olimpico, è stato 23º nella 15 km e 16º nello skiathlon, mentre ai Mondiali di Planica 2023 si è classificato 19º nella 50 km e 29º nello skiathlon. Il 9 febbraio 2024 ha conquistato il primo podio in Coppa del Mondo piazzandosi 3º nella 15 km disputata a Canmore; ai Mondiali di Trondheim 2025 è stato 9º nella 10 km, 9º nella 50 km e 13º nello skiathlon.

## Palmarès

### Combinata nordica

#### Mondiali juniores
- 3 medaglie:
  - 2 ori (gara a squadre a Park City 2017; gara a squadre a Kandersteg/Goms 2018)
  - 1 argento (10 km dal trampolino normale a Park City 2017)

### Sci di fondo

#### Coppa del Mondo
- Miglior piazzamento in classifica generale: 7º nel 2024
- 2 podi (individuali):
  - 1 secondo posto
  - 1 terzo posto

#### Coppa del Mondo - competizioni intermedie
- 1 podio di tappa:
  - 1 secondo posto